# Rakaposhi
Rakaposhi (în urdu راکاپوشی) este un munte din lanțul montan Karakorum, aflat în regiunea Gilgit-Baltistan a Pakistanului. Este situat în mijlocul văilor Nagar și Bagrote, la aproximativ 100 km nord de capitala Gilgit a regiunii semiautonome Gilgit-Baltistan din Pakistan. În limba locală Rakaposhi înseamnă „acoperit cu zăpadă”. Rakaposhi este cunoscut, de asemenea, sub numele de Dumani („Mama cețurilor” sau „Mama norilor”). El se află pe locul 27 în lista celor mai înalți munți de pe Terra.
Prima ascensiune reușită a unui nelocalnic a fost realizată în 1958 de Mike Banks și Tom Patey, membri ai unei expediții britanico-pakistaneze, pe traseul dinspre sud-vest. Ambii au suferit degerături minore în timpul ascensiunii către vârf din 25 iunie. Un alt alpinist a alunecat și a căzut la coborâre și a murit în cursul nopții.

## Parc
Locuitorii orașului Nagar au transformat zona montană Rakaposhi într-un parc comunitar, care a fost inaugurat de ministrul pentru regiunile nordice. Zona montană Rakaposhi este adăpostul unor specii pe cale de dispariție precum oaia Marco Polo, leopardul de zăpadă, ursul brun și lupul.

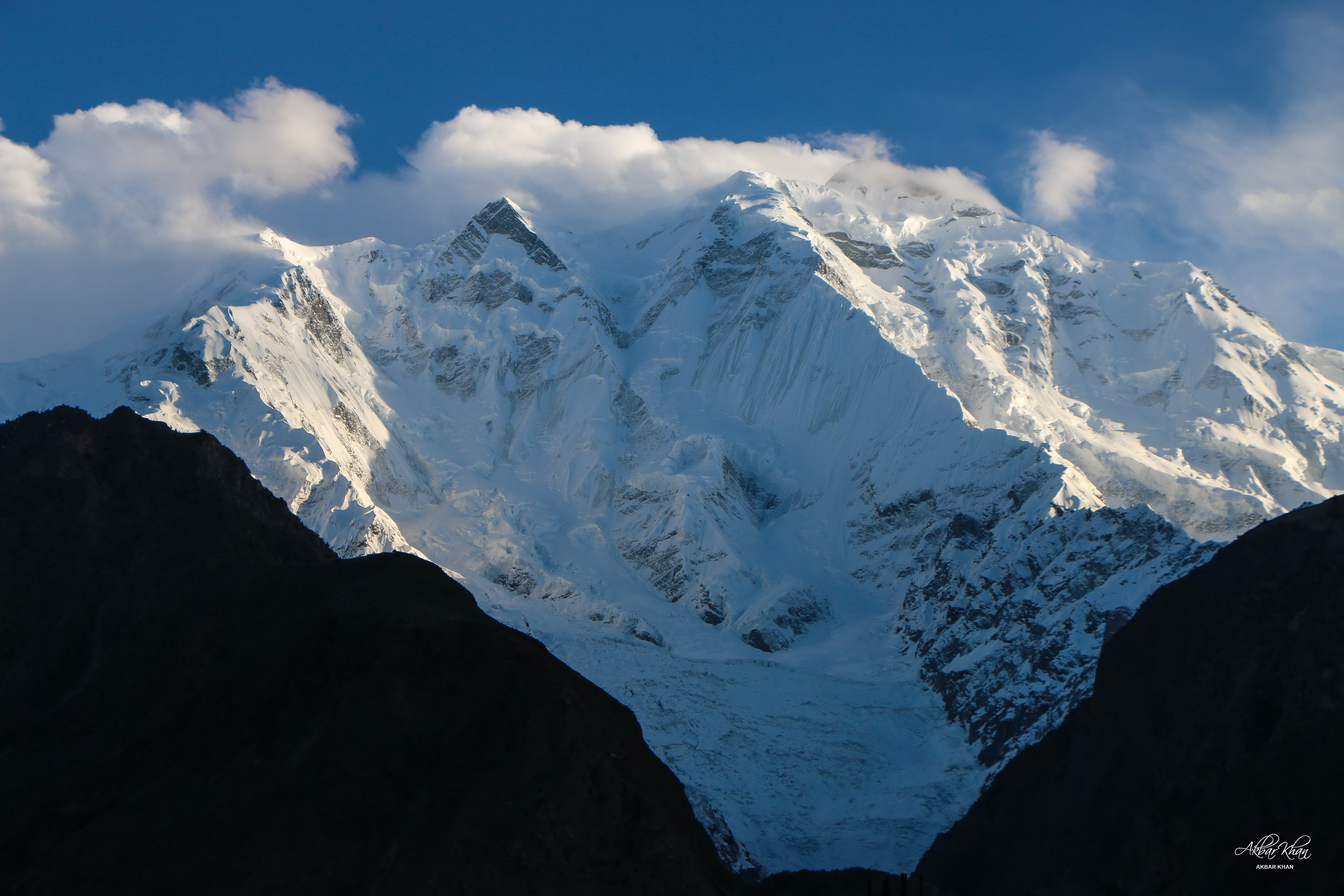

## Caracteristici notabile
Rakaposhi este cunoscut prin faptul că se înalță drept deasupra terenurilor agricole locale. La nord, la o distanță orizontală de doar 11,2 km de râul Hunza-Nagar, el ajunge la altitudinea de 5.900 m. Rakaposhi este observat clar de pe autostrada Karakorum care trece pe valea Nagar. Un loc turistic din orașul Ghulmat (situat în valea Nagar) numit „Punctul zero al muntelui Rakaposhi” este cel mai apropiat loc de ude poate fi văzut muntele.
„Rakaposhi este singurul munte din lume care se înalță drept de pe câmpurile frumos cultivate până la altitudinea de 7.788 metri. Din multe locuri poate fi observat acest spectacol minunat chiar de la bază până la vârf.”—Karakuram Hunza: The Land of Just Enough.

## Cronologie

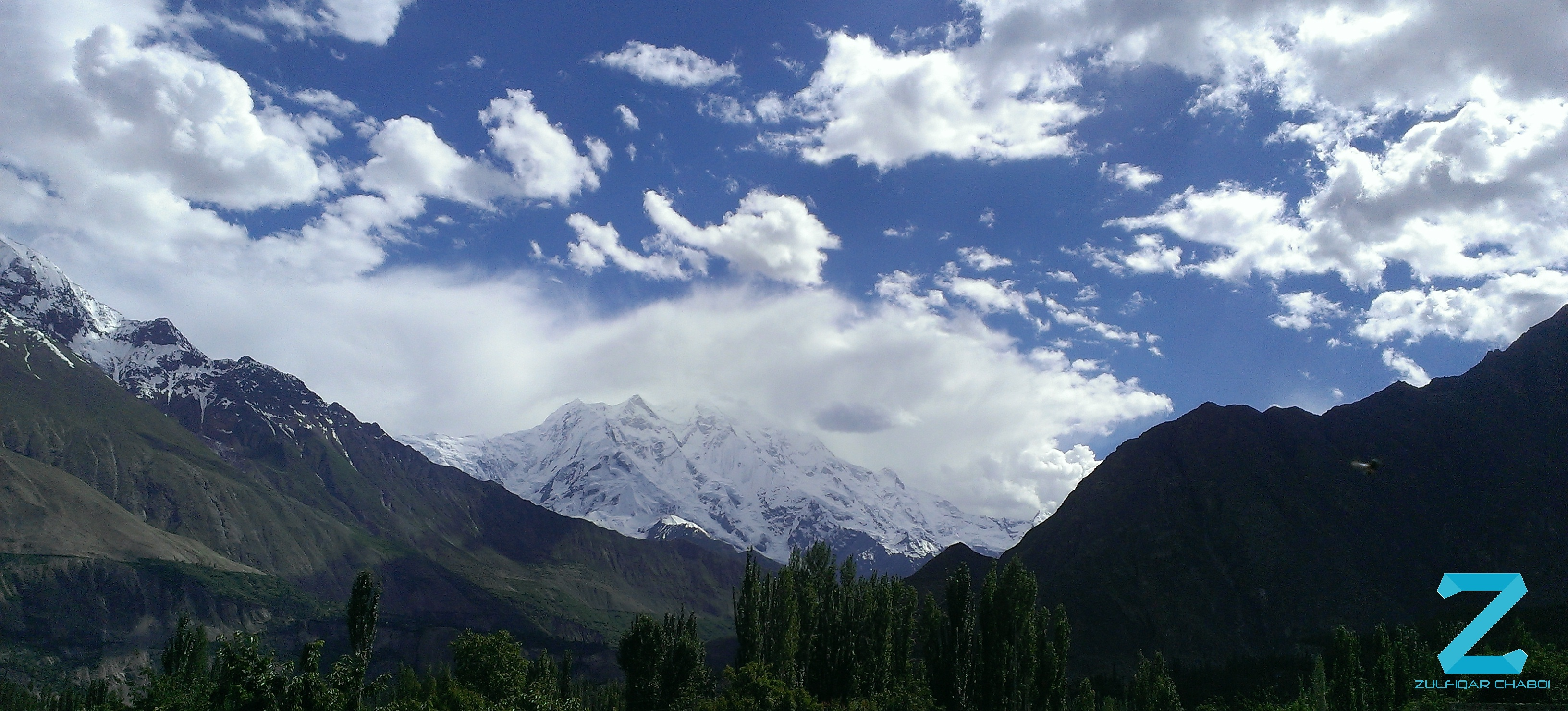

- 1892 Martin Conway a explorat partea sudică a muntelui Rakaposhi.[6]
- 1938 M. Vyvyan și R. Campbell Secord au realizat o primă recunoaștere și au urcat pe un pisc cu înălțimea de aproximativ 5.800 de metri de pe creasta de nord-vest.
- 1947 Secord s-a întors cu HW Tilman și cu doi alpiniști elvețieni, Hans Gyr și Robert Kappeler; ei au urcat pe ghețarul Gunti la înălțimea de 5.800 m, urmând traseul sud-vestic.
- 1954 Echipa Universității din Cambridge, condusă de Alfred Tissières, a încercat să urce pe vârf pe traseul de sud-vest, dar a ajuns doar la înălțimea de doar 6.340 m. O expediție austro-germană condusă de Mathias Rebitsch a încercat să urce pe același traseu.
- 1956 O expediție britanico-americană, condusă de Mike Banks, a ajuns la cota 7.163 m pe creasta de sud-vest, deasupra ghețarului Gunti.[6]
- 1958 Prima ascensiune cu succes, menționată mai sus.
- 1964 O expediție irlandeză a încercat să urce pe traseul lung și dificil de pe creasta nord-vestică.
- 1971 Karl Herrligkofer a condus o expediție care a încercat ascensiunea pe dificilul traseu nordic.
- 1973 Herrligkofer a încercat din nou să urce pe traseul nordic, dar nu a reușit din cauza condițiilor meteorologice ostile.
- 1979 O expediție polono-pakistaneză a urcat pe versantul nord-vestic de la ghețarul Biro.[7]
- 1979 O expediție japoneză de la Universitatea Waseda, condusă de Eiho Ohtani, a reușit să urce pe traseul nordic. Au ajuns în vârf alpiniștii Eiho Ohtani și Matsushi Yamashita. Această ascensiune a fost de tip expediție, fiind efectuată pe parcursul a șase săptămâni, cu 5.000   m de funie fixă.
- 1984 O echipă canadiană a realizat o ascensiune în stil semialpin pe traseul nordic, folosind o coardă mult mai puțin fixă decât cea a echipei japoneze. Au ajuns în vârf alpiniștii Barry Blanchard, David Cheesmond și Kevin Doyle.[8]
- 1985-1987 Diferite încercări nereușite de ascensiune pe creasta estică.
- 1986 O echipă olandeză a urcat pe o variantă a traseului nord-vestic.
- 1995 O ascensiune pe traseul de nord-vest.
- 1997 Ascensiune pe traseul sud-vestic (posibil traseul original).
- 2000 O încercare de ascensiune din valea Bagrot pe versantul estic.
- 2002 O încercare de ascensiune a unei echipe canadiene pe parcursul a două săptămâni din valea Bagrot pe versantul estic.

## Trasee de ascensiune

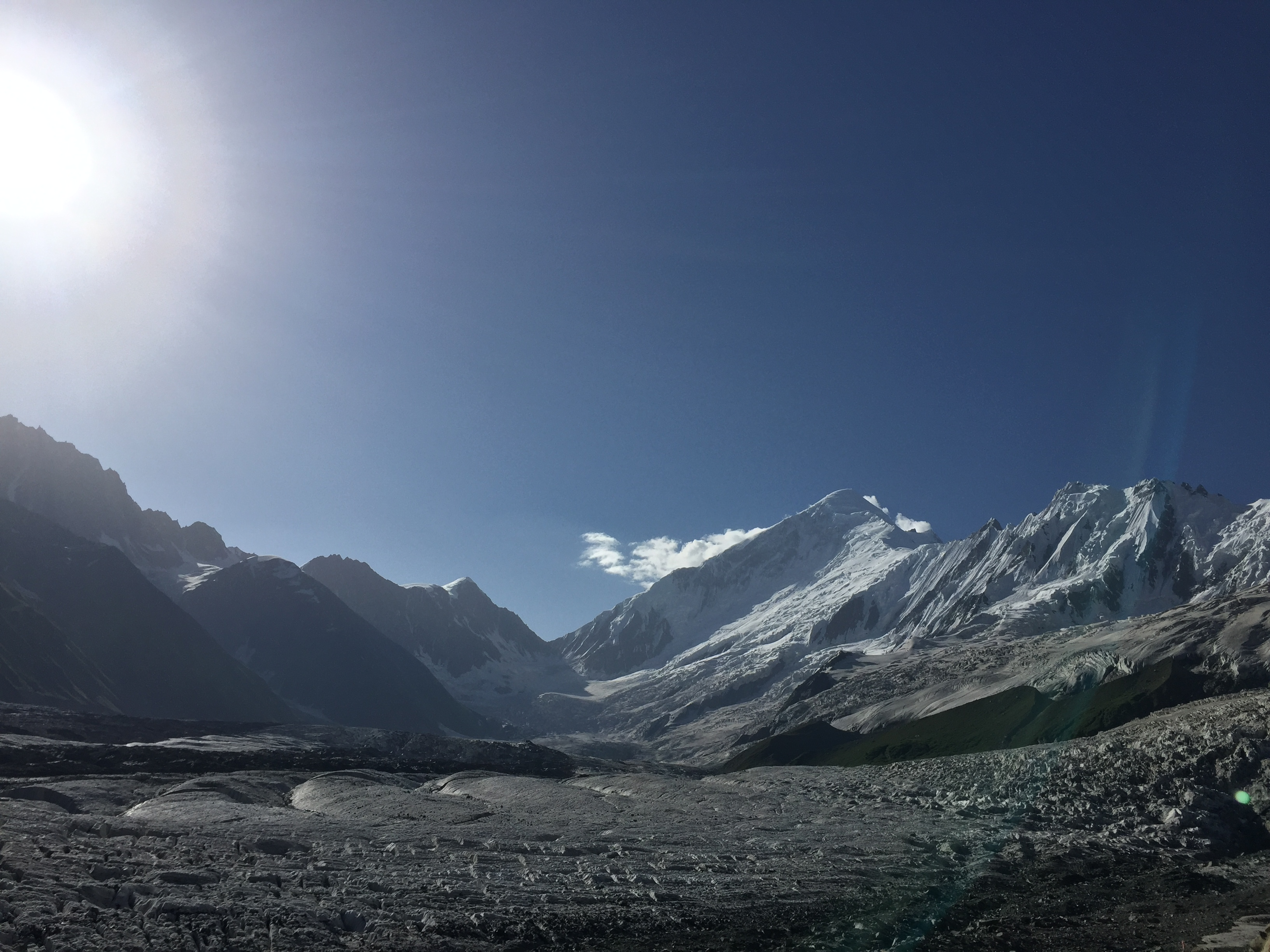

Ascensiunea către vârf pe următoarele trasee a avut succes:
- Traseul sud-vestic (principalul traseu de ascensiune) - lung, dar nu foarte dificil din punct de vedere tehnic. Câțiva colți stâncoși înfricoșători. Au avut loc mai multe ascensiuni reușite.
- Traseul estic - traseul scurt de ascensiune
- Traseul nord-vestic - lung și mai dificil din punct de vedere tehnic decât traseul sud-vestic. Au avut loc mai multe ascensiuni reușite.
- Traseul nordic - mai scurt decât cele două trasee de mai sus, dar mult mai dificil din punct de vedere tehnic. Au avut loc mai multe ascensiuni reușite, inclusiv o ascensiune în stil semialpin.

S-au mai făcut încercări de ascensiune de pe ghețarul Bagrote de pe creasta estică și de pe versantul nordic.

## Legături externe
- Rakaposhi on Summitpost.org
- A list of mountains by local relief and steepness showing Rakaposhi as the world #3.
- Northern Pakistan - highly detailed place marks of towns, villages, peaks, glaciers, rivers and minor tributaries in Google Earth Arhivat în 4 februarie 2012, la Wayback Machine.
- A Quick approach through lovely meadows leads to the base camp of RAKAPOSHI